# Collichthys niveatus
Collichthys niveatus és una espècie de peix de la família dels esciènids i de l'ordre dels perciformes.

## Morfologia
- Els mascles poden assolir 15 cm de longitud total.[4][5]

## Depredadors
A la Xina és depredat per Cynoglossus semilaevis.

## Hàbitat
És un peix marí, de clima subtropical i demersal.

## Distribució geogràfica
Es troba a l'oceà Pacífic occidental: des del Mar Groc fins al mar de la Xina Oriental.

## Observacions
És inofensiu per als humans.